# Дарґомисль (Мисліборський повіт)
Дарґомисль (пол. Dargomyśl, нім. Darmietzel) — село в Польщі, у гміні Дембно Мисліборського повіту Західнопоморського воєводства.
Населення — 594 особи (2011).

## Демографія
Демографічна структура станом на 31 березня 2011 року:
|          | Загалом | Допрацездатний вік | Працездатний вік | Постпрацездатний вік |
| -------- | ------- | ------------------ | ---------------- | -------------------- |
| Чоловіки | 300     | 73                 | 210              | 17                   |
| Жінки    | 294     | 60                 | 182              | 52                   |
| Разом    | 594     | 133                | 392              | 69                   |